# Іллірійська волость
Ілірійська волость — адміністративно-територіальна одиниця Слов'яносербського повіту Катеринославської губернії.
Станом на 1886 рік складалася з 8 поселень, 9 сільських громад. Населення — 1529 осіб (789 чоловічої статі та 740 — жіночої), 199 дворових господарств.
|                     | Площа, десятин | У тому числі орної, десятин |
| ------------------- | -------------- | --------------------------- |
| Сільських громад    | 2004           | 801                         |
| Приватної власності | 4764           | 1860                        |
| Іншої власності     | —              | —                           |
| Загалом             | 6768           | 2661                        |

Найбільше поселення волості:
- Іллірія — власницьке село при річці Вільховій за 35 верст від повітового міста, 655 осіб, 95 дворів, лавка.
- Панграцівка — власницьке село при річці Вільховій за 35 верст від повітового міста, 183 особи, 16 дворів, лавка.